# ديفيد بلاكويل
ديفيد بلاكويل (بالإنجليزية: David Blackwell)‏ هو إحصائي ورياضياتي أمريكي، ولد في 24 أبريل 1919 في سينتراليا في الولايات المتحدة، وتوفي في 8 يوليو 2010 في بيركيلي في الولايات المتحدة بسبب سكتة.

## وصلات خارجية
- ديفيد بلاكويل على موقع الموسوعة البريطانية (الإنجليزية)
- ديفيد بلاكويل على موقع إن إن دي بي (الإنجليزية)